# Rolf Cavael
Rolf Cavael (* 27. Februar 1898 in Königsberg; † 6. November 1979 in München) war ein deutscher Maler, Zeichner und Grafiker. Er gilt als einer der bedeutendsten Vertreter der ungegenständlichen Malerei in Deutschland.

## Werdegang

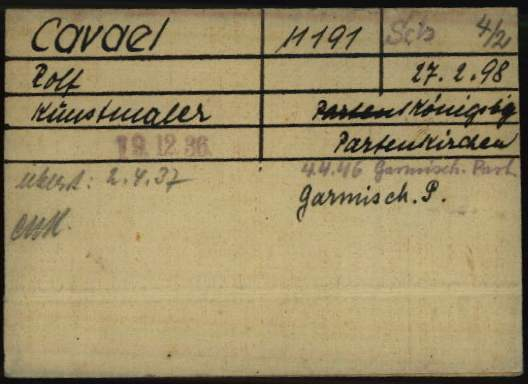
Registrierungskarte von Rolf Cavael als Gefangener im nationalsozialistischen Konzentrationslager Dachau

Rolf Cavael beschäftigte sich schon als Schüler mit der Tier- und Pflanzenwelt und der Mikroskopie und war fasziniert von der „unerhörte(n) Formenwelt“, die sich ihm hier darbot. Die reine Nachahmung dieser Naturphänomene schien ihm jedoch nie zielführend. Als einer der wenigen Maler arbeitete Cavael von Anfang an abstrakt. Er begann sein Studium 1924 an der Frankfurter Kunstschule mit dem Schwerpunkt Typografie und Angewandte Graphik. Bereits zwei Jahre später erhielt er einen Dozentenauftrag an der dortigen Berufshandelsschule. Daneben arbeitete er als Werbegraphiker.
1930/31 ließ sich Cavael als freier Künstler und Werbegraphiker in Berlin nieder und machte die Bekanntschaft von Wassily Kandinsky, der ihn in seiner Malerei beeinflusste und mit dem er sich in den Folgejahren brieflich austauschte. Im Frühjahr 1933 wurde Cavaels erste Ausstellung (Gemeinschaftsausstellung mit dem Bauhausmeister Josef Albers im Braunschweiger Schloss) bereits kurz nach ihrer Eröffnung von den Nationalsozialisten geschlossen. Als abstrakter Maler wurde er mit einem Ausstellungsverbot belegt. Ein Jahr später übersiedelte er nach Garmisch (ab 1. Januar 1935: Garmisch-Partenkirchen), das er von einem Urlaubsaufenthalt kannte und wo er 1929 seine Frau Dorothea Schemel kennengelernt hatte. In Garmisch-Partenkirchen malte Cavael im Verborgenen weiter, den Lebensunterhalt verdiente das Ehepaar Cavael mit einer Diätpension, die Dorothea Cavael in Partenkirchen leitete.
Eine Denunziation führte 1936 zur Verhaftung Cavaels. Man hatte ihn fälschlicherweise kommunistischer Agitation beschuldigt – er wurde in das KZ Dachau und später ins Münchner Gefängnis Stadelheim überstellt und erst neun Monate später nach einem Freispruch entlassen.
Nach Kriegsende arbeitete Cavael für die amerikanische Militärregierung. Er führte einige Jahre lang ein Kino im Ortsteil Garmisch und nahm seine künstlerische Arbeit auch offiziell wieder auf. 1949 gehörte er zu den Gründern der Gruppe ZEN 49. Er hielt Vorträge, beteiligte sich an diversen Ausstellungen im In- und Ausland und zeigte seine Werke auch in Einzelausstellungen.
Nach seinem Umzug 1954 nach München lehrte er von 1956 bis 1973 an der dortigen Münchner Volkshochschule und erhielt den Kunstpreis für Malerei der Stadt München sowie die Medaille „München leuchtet“. 1978 wurde ihm das Verdienstkreuz 1. Klasse des Verdienstordens der Bundesrepublik Deutschland verliehen.
Cavael starb am 6. November 1979 in München.
Ein Teil seines schriftlichen Nachlasses befindet sich im Deutschen Kunstarchiv im Germanischen Nationalmuseum in Nürnberg.

## Ehrungen
- 1957: Kunstpreis der Stadt München
- 1968: Medaille „München leuchtet“
- 1978: Lovis-Corinth-Preis
- 1978: Verdienstkreuz 1. Klasse der Bundesrepublik Deutschland[1]

## Ausstellungen
- 1933: Ausstellung mit Josef Albers im Braunschweiger Schloss – kurz nach der Eröffnung Schließung durch die Nationalsozialisten
- 1949: Einzelausstellung in der Galerie Otto Stangl, München
- 1949: Deutsche Malerei und Plastik der Gegenwart, Köln
- 1950–1957: Beteiligung an diversen Ausstellungen der Gruppe ZEN 49
- 1958: Teilnahme 29. Biennale in Venedig
- 1963: Retrospektive im Palazzo della Gran Guardia in Verona
- 1968: Einzelausstellung Städtische Galerie im Lenbachhaus, München
- 1978: Einzelausstellung im Museum Ostdeutsche Galerie, Regensburg
- 1978: Retrospektive im Lenbachhaus, München 2023
- 2023: Rolf Cavael (1898-1979). Malerei aus innerer Notwendigkeit, Museum Aschenbrenner